# Nationella kåren (Ukraina)
Nationella kåren (ukrainska: Національний корпус), även kallat Nationella kårpartiet, är ett ukrainskt högerextremt politiskt parti grundat 2016 och lett av Andrij Biletski.
Partiet grundades av medlemmar i Ukrainska patrioter samt veteraner från Azovbataljonen, Ukrainas nationalgarde och medlemmar av Azov-civilkåren, en icke-militär, icke-statlig organisation associerad med Azovbataljonen.

## Oroligheter under presidentvalkampen 2019
Tjugotvå poliser skadades 9 mars 2019 i samband med sammandrabbningar i Tjerkasy, där personer ur Nationella kåren försökte stoppa den då sittande presidenten Petro Porosjenkos eskort i samband med ett utomhusmöte i samband med presidentvalet i Ukraina. Ytterligare tre poliser skadats i närheten av Kiev, där samma grupp av nationalister återigen försökte attackera eskorten.